# LOSC Lille (féminines)
Maillots
Actualités
La section féminine du LOSC Lille est un club féminin de football français créé en 2015. La structure est issue de l'absorption du Football Féminin de Templemars-Vendeville par le LOSC, qui ne possédait jusqu'alors pas de section féminine.
L'équipe première, entraînée par Yacine Guesmia, évolue en Seconde Ligue depuis la saison 2024-2025 et joue à domicile sur un terrain annexe du Stadium Lille Métropole de Villeneuve-d'Ascq.

## Repères historiques

### FF Templemars-Vendeville
Dans les années 2010, le Football Féminin de Templemars-Vendeville (FFTV) se stabilise en deuxième division. Après une première saison à ce niveau, le FFTV est relégué mais parvient à remonter en D2 la saison suivante avant d'obtenir son maintien trois années de suite.

### Section féminine du LOSC

#### Division 2 (2015-2017)
| \| Lille \| Localisation de la ville de Lille |
| Lille                                         |

Le 23 juillet 2015, le LOSC Lille annonce la création de sa section féminine. Issue de la fusion entre le FF Templemars-Vendeville et le LOSC, la nouvelle entité s'appuie sur l'organigramme en place au sein du club de Templemars. 130 licenciées, l'équipe fanion et les catégories de jeunes, forment ainsi la section féminine du LOSC. L’équipe première occupe les installations du Stadium Lille Métropole alors que les catégories de jeunes restent sur les structures sportives de Templemars. 
Pour leur première saison en tant que membres du club lillois, elles terminent à la sixième place de leur groupe de deuxième division, assurant leur maintien. Avec l'arrivée de plusieurs joueuses d'expériences comme les internationales belges Jana Coryn, Maud Coutereels et Silke Demeyere, ainsi que de l'internationale française Marine Dafeur, l'équipe obtient le titre de championne de France de division 2 lors de la saison 2016-2017 et obtient la promotion en Division 1. Un imbroglio administratif ayant tout d'abord vu le club pénalisé de 4 points à la suite d'une erreur de la FFF accordant une licence à une joueuse lilloise qui disposait déjà d'une autre licence dans un club français. Après appel, le match contre l'ESOF, leur rivale pour la montée, gagné dans un premier temps 5 à 1, est rejoué. Les lilloises l'emportent de nouveau sur le score de 3 buts à 1 et valident définitivement leur accession en Division 1.

#### Division 1 (2017-2019)
Le LOSC joue son premier match en Division 1 le 3 septembre 2017 face aux Girondins de Bordeaux. L'entrée en matière parmi l'élite est réussie puisque les joueuses de Jérémie Descamps s'imposent 3-0 grâce à un triplé d'Ouleymata Sarr. Pour sa première saison parmi l'élite, Lille connaît une saison satisfaisante en terminant à la 6e place. En fin de saison, Descamps quitte le LOSC et il est remplacé par Dominique Carlier. 
Le 8 février 2019, alors que Lille est avant dernier au classement (11e sur 12), Carlier est suspendu de ses fonctions. Pour le remplacer, l'ancienne joueuse Rachel Saïdi est choisie. Ce changement d’entraîneur ne permet pas au LOSC de se maintenir en Division 1. Les féminines sont reléguées le 4 mai 2019 après une défaite (3-2) face à Montpellier HSC. Les Lilloises terminent avant-dernières du championnat avec 4 victoires en 22 matchs et retournent en deuxième division deux ans après avoir rejoint l'élite. Quatre jours plus tard, elles s'inclinent en finale de la Coupe de France face à l'Olympique lyonnais qui venait de remporter son 13e titre de champion de France d'affilée.

## Résultats sportifs

### Palmarès
| Compétitions nationales                                                                                         |
| - Championnat de France de D2 (1) - Champion : 2017 - Vice-champion : 2023 - Coupe de France - Finaliste : 2019 |

## Personnalités du club

### Joueuses emblématiques
- Jana Coryn
- Maud Coutereels
- Marine Dafeur
- Jessica Lernon
- Héloïse Mansuy
- Rachel Saïdi
- Charlotte Saint-Sans Levacher
- Ouleymata Sarr

#### Les plus capées
| Rang | Joueuses       | Période       | Total |
| 1re  | Élisa Launay   | 2017 - 2024   | 121   |
| 2e   | Silke Demeyere | 2016 - 2022   | 120   |
| 3e   | Maïté Boucly   | depuis 2018 - | 100   |
| 4e   | Jessica Lernon | 2015 - 2019   | 90    |
| 5e   | Rachel Saïdi   | 2015 - 2019   | 85    |

#### Meilleures buteuses
| Rang | Joueuses       | Période               | D1 | D2 | CdF | Total |
| 1re  | Noémie Mouchon | 2019-2023             | 0  | 27 | 11  | 38    |
| 2e   | Jana Coryn     | 2016-2019             | 7  | 24 | 2   | 33    |
| 3e   | Lorena Azzaro  | depuis 2020           | 0  | 25 | 5   | 32    |
| -    | Maïté Boucly   | depuis 2018           | 1  | 23 | 5   | 32    |
| 5e   | Julie Rabanne  | 2015-2016 depuis 2022 | 0  | 24 | 0   | 28    |

### Entraîneurs
- Jérémie Descamps (2012 - 2018)
- Dominique Carlier (2018 à fév. 2019)
- Rachel Saïdi (fév. 2019 - 2024)
- Yacine Guesmia (2024 -